# Galda de Jos
Galda de Jos (en alemany: Unter-Hahnenberg; hongarès: Alsógáld) és una comuna situada al comtat d'Alba, Transsilvània (Romania). Està compost per onze pobles: Benic (Borosbenedek), Cetea (Csáklya), Galda de Jos (Alsógáld), Galda de Sus (Felsőgáld), Lupșeni, Măgura, Mesentea (Kismindszent), Oiejdea (Vajasd), Poiana Galdei, Răicani (Rajkány) i Zăgriș.

## Galeria

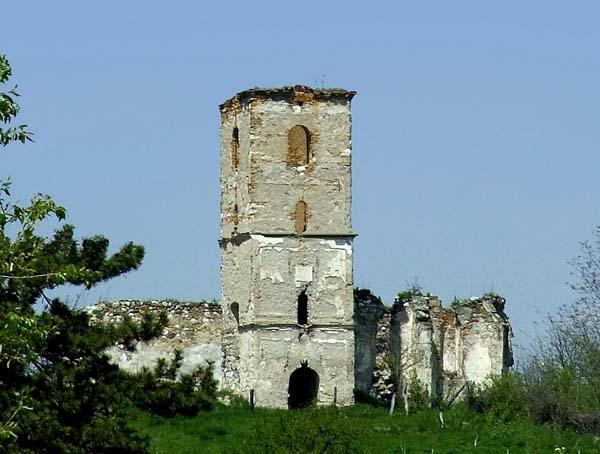
Ruïnes d'una església medieval a Benic
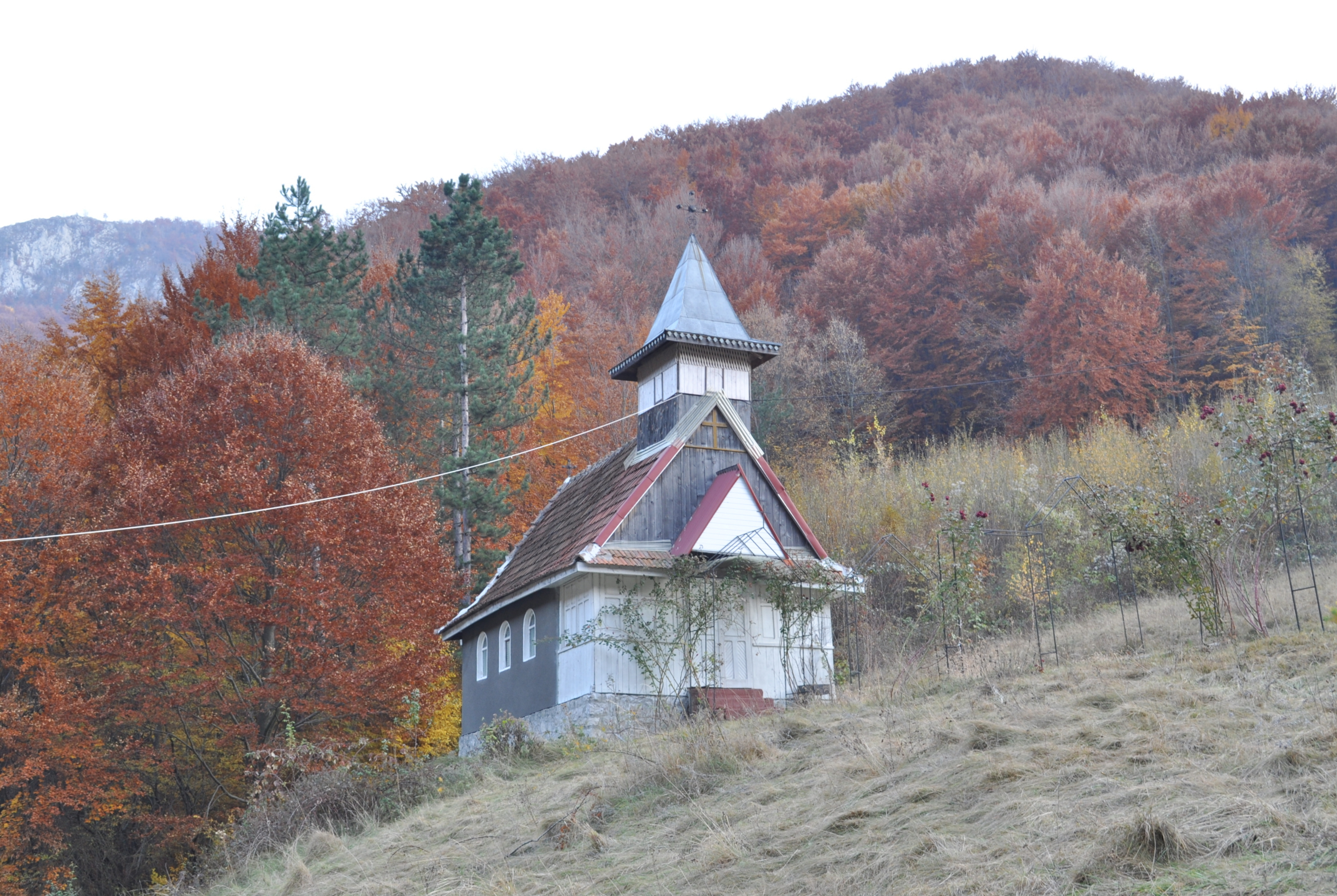
Església greco-catòlica a Galda de Sus
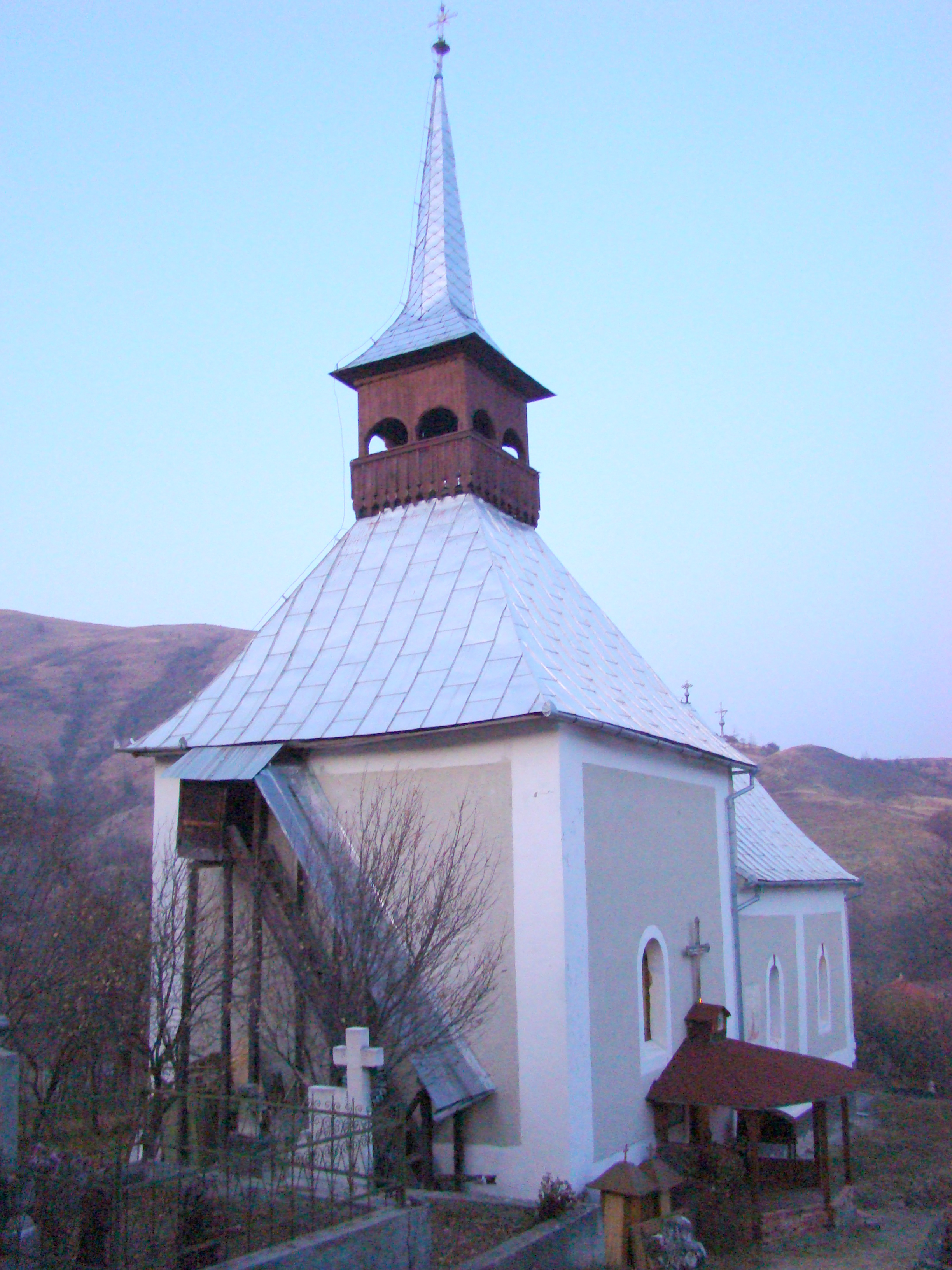
Església de fusta a la Galda de Sus